# Dolina Dolnego Bugu
Dolina Dolnego Bugu (318.74) – region fizycznogeograficzny w środkowej Polsce na Mazowszu, stanowiący część Niziny Środkowomazowieckiej. Mezoregion stanowi długi na ok. 60 km, niemal równoleżnikowy, odcinek doliny Bugu, ciągnący się od Podlaskiego Przełomu Bugu w okolicach Małkini Górnej na wschodzie po Kotlinę Warszawską (do Jeziora Zegrzyńskiego) na zachodzie. Od północy Dolinę Dolnego Bugu ogranicza Międzyrzecze Łomżyńskie i Wysoczyzna Wysokomazowiecka, a od południa Równina Wołomińska.
Dolina dochodzi do kilku kilometrów szerokości obejmując łąkowy taras zalewowy, na którym znajdują się liczne starorzecza, oraz piaszczysty taras wydmowy porośnięty w większości lasem. Głównymi rzekami wpadającymi do Bugu na terenie doliny są Brok (prawy dopływ) i Liwiec (lewy dopływ). Powierzchnia tego mezoregionu wynosi ok. 370 km².
Na terenie Doliny Dolnego Bugu znajdują się niewielkie fragmenty Puszczy Białej oraz Kamienieckiej. Część tej drugiej jest chroniona na obszarze doliny w Nadbużańskim Parku Krajobrazowym. Znajduje się tu również kilka rezerwatów, np. Czaplowizna, Jegiel.
Na terenie Doliny Dolnego Bugu znajdują się trzy miasta Wyszków, Łochów i Brok. Administracyjnie cały mezoregion znajduje się w województwie mazowieckim, na terenach powiatów: ostrowskiego, węgrowskiego, wyszkowskiego oraz wołomińskiego.
Teren mezoregionu przecinają dwie linie kolejowe (Warszawa – Białystok i Tłuszcz – Ostrołęka) oraz drogi krajowe nr 8, nr 50 oraz nr 62.

## Bibliografia

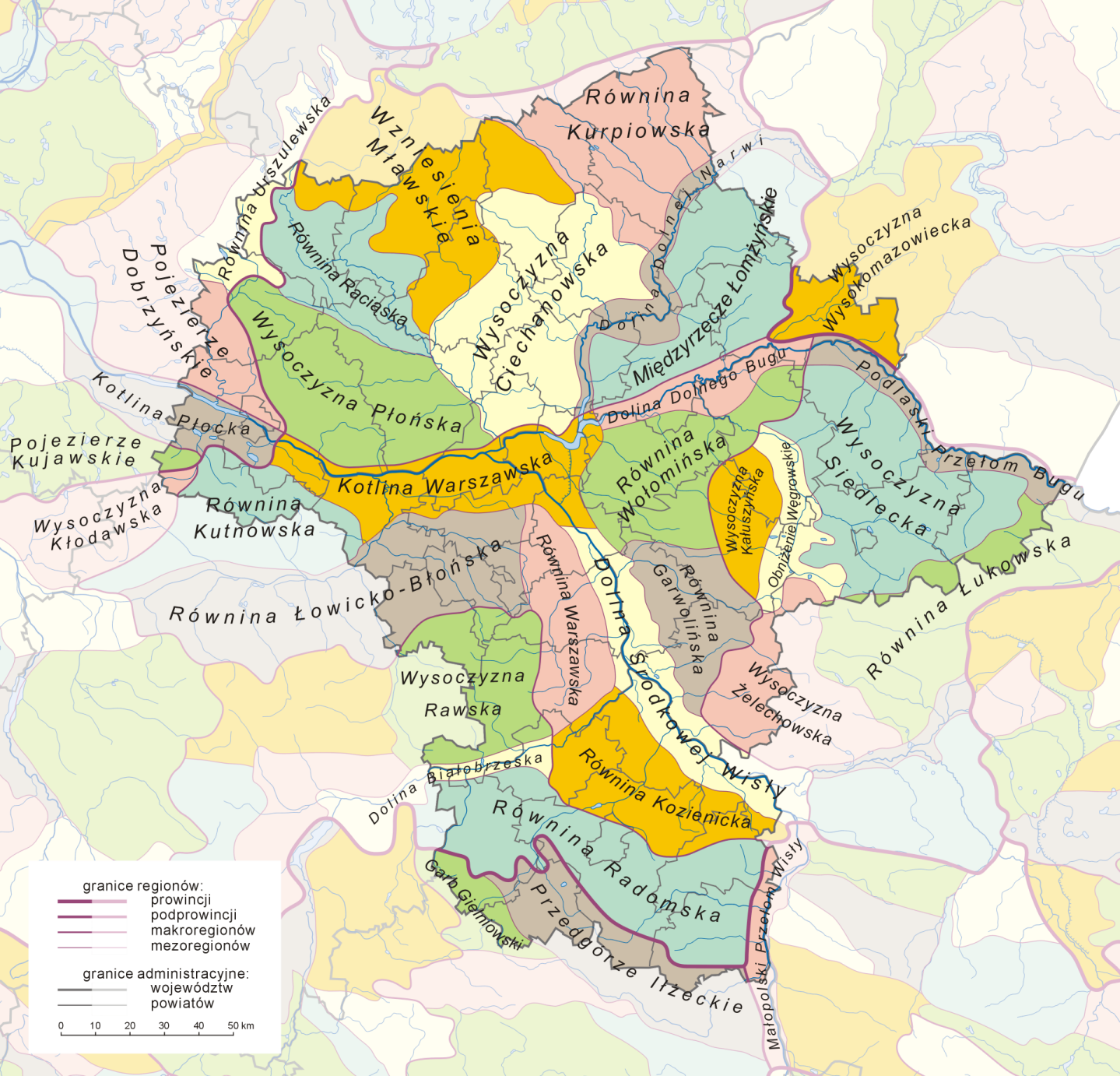
Dolina Dolnego Bugu wśród innych mezoregionów fizycznogeograficznych województwa mazowieckiego